# Марков, Дмитрий Фёдорович
Дми́трий Фёдорович Ма́рков (23 октября (5 ноября) 1913, с. Преслав, Таврическая губерния — 7 ноября 1990, Москва) — советский литературовед, славист. Действительный член АН СССР по Отделению литературы и языка (1984).

## Биография
- 1920—1931 гг. Школа, педтехникум, работа в сельской школе учителем русского языка и литературы.
- 1932—1936 гг. Госуниверситет в г. Харькове, филологический факультет.
- 1936 г. Аспирантура кафедры истории русской литературы. ХГУ.
- 1937 г. Репрессирован.
- 1938 г. Освобождён из тюрьмы НКВД г. Харькова тяжело больным.
- 1939—1940 гг. Аспирантура ХГУ, работа над диссертацией. Вышел первый и единственный сборник стихов «Под родным небом» Госиздат. Киев. 1940 г.

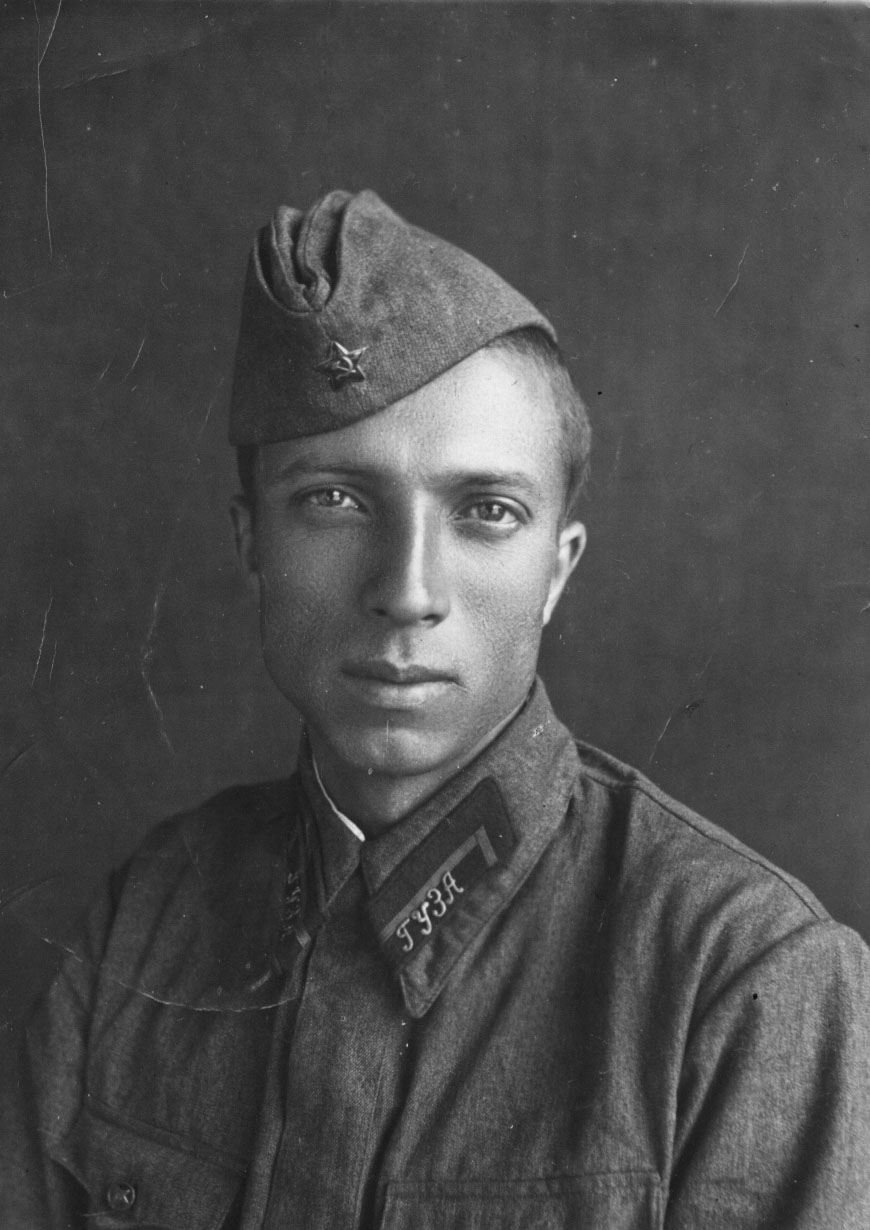
Д. Ф. Марков (1941 год)

- 1941—1945 гг. В июне 1941 г. призван в ряды Красной Армии, прошёл срочный курс обучения в училище зенитной артиллерии в г. Горький, работал в глубоком тылу на оборонном предприятии.
- 1945—1956 гг. Демобилизован. Преподаватель, зав. кафедрой русской литературы в пединституте г. Сумы.
- 16.01.1946 г. защита кандидатской диссертации «Русская песня и А. В. Кольцов». (Синтез фольклорных и литературных традиций в песнях Кольцова), г. Харьков. ХГУ. Учёная степень кандидата филологических наук.
- 26.11.1947 г. звание доцента по кафедре русской литературы.
- 20.11.1954 г. учёная степень доктора филологических наук. Диссертация «Пути развития болгарской поэзии в первой четверти 20в.» (г. Москва. Институт мировой литературы АН СССР). Исследование методологических вопросов славяноведения, истории литературы и культуры славянских народов. Опубликовано 160 работ.
- 21.09.1955 г. Учёное звание профессора по кафедре русской литературы
- 1955 г. Звание «Отличник народного образования».
- 1956—1990 гг. г. Москва, Институт славяноведения и балканистики АН СССР.
- 01.07.1966 г. член-корреспондент Академии наук СССР.
- 1968 г. иностранный член Болгарской АН.
- 26.12.1984 г. действительный член Академии наук СССР.

Дмитрий Фёдорович Марков умер 07.11.1990 г. Похоронен в Москве на Хованском кладбище (Северная территория, участок №221).

## Участие в работе учреждений и организаций (Москва)
- 1956—1990 гг. Институт славяноведения и балканистики АН СССР. Ст. научн. сотр., завсектором, директор (1969—1987 гг.);
- Член бюро отделения литературы и языка АН СССР.
- Принимал участие в работе отделения истории АН СССР.
- Председатель комитета по изучению и распространению славянских культур (отделение истории АН СССР).
- Президент Международной ассоциации по изучению и распространению славянских культур (МАИРСК), учреждённой в 1976 г. под эгидой ЮНЕСКО.
- Председатель научного совета по комплексным проблемам славяноведения и балканистики (отд. истории АН СССР).
- Профессор кафедры теории литературы и литературной критики в Академии общественных наук (с 31.12.1975 г.).
- Член Союза писателей СССР (с 16.12.1976 г.).
- Член международной ассоциации литературных критиков (с 16.12.1976 г.)

## Редакторская деятельность
- Член главной редколлегии многотомника «История всемирной литературы» (М-ва, ИМЛИ, изд. Наука 1983—1990г).
- Член главной редакционной комиссии «История второй мировой войны 1939—1945 гг.» в 12т.т. (Москва, Воениздат, 1973—1982 гг.)
- Член главной редколлегии журнала «Вопросы литературы» (Москва 1975г(№ 4)-1988 г.(№ 2))
- Член редколлегии журнала «Славяне» (1957—1958 гг. М. Институт СБ АН СССР).
- Член главной редколлегии журнала «Сов. славяноведение» (1965 г.(№ 1)-1987 г.(№ 5) Москва, Институт СБ АН СССР).
- Член редколлегии сборника «Литература славянских народов» (1959 г. М. изд. АН СССР).
- Член редколлегии сборника «Развитие зарубежных славянских литератур 20 в.» (1964 г. изд. Наука. М.).
- Член редколлегии сборника «Развитие зарубежных славянских литератур на современном этапе» (1966 г. изд. Наука М.).
- Член редколлегии сборника «Польско-русские литературные связи» (1970 г. изд. Наука М.)

## Научные публикации

### Книги
- Болгарская поэзия первой четверти 20 в. (Изд. АН СССР. М. 1959 г.) Переведена на болгарский язык (София 1961 г.)
- Болгарская литература наших дней. Очерки. (Изд. Худ. л-ра. М. 1969 г.)
- Генезис социалистического реализма. Из опыта южнославянских и западнославянских литератур (М. Изд. Наука. 1970 г.) Переиздана: в Болгарии (София. 1972 г.); в Словении (Братислава. 1972 г.); в Чехии (Прага. 1973 г.); в ГДР (Берлин. 1975 г.) в Китае (отд. главы 1981 г.); издана на английском яз. (М. Худ. л-ра 1978 г.)
- Из истории болгарской литературы (М. Изд. Наука.1973 г.)
- Сравнительно-исторические и комплексные исследования в общественных науках. Из опыта изучения истории и культуры народов Центральной и Юго-Восточной Европы. (М. Изд. Наука 1983 г.)

### Избранные статьи
- Об эстетических взглядах Благоева. (Уч. записки Ин-та СБ АН СССР. 1950 г.).
- Великий поэт-патриот Иван Вазов (Вст. ст. к сб. « Родина.» М. гослитиздат 1950 г.)
- Великий болгарский поэт Христо Ботев. (Уч. записки Ин-та СБ АН СССР. 1950 г.)
- Источник силы поэзии (О Хр. Ясеневе, Уч. записки Ин-та СБ АН СССР. 1951 г.)
- Маяковский и болгарская революционная поэзия. (Краткие сообщения ин-та СБ АН СССР.1951 г.)
- Горький и болгарская литература (Краткие сообщения ин-та СБ АН СССР.1951 г.)
- П. К. Яворов. (София. «Литер. мисъл» 1957 г.)
- Мятежный показатель правды. (ж. «Славяне». М. Краткие сообщения Института СБ АН СССР.1957 г.)
- Вопросы эстетики, истории литературы и критики в трудах Т.Павлова.(Киев. 1959 г.)
- Пенчо П.Славейков.(Изд. АН СССР. 1959 г.)
- Реализм и романтизм в болгарской литературе конца 19 — начала 20 вв.(Изд. АН СССР. 1962 г.)
- Болгарская литература. Краткая литер. Энциклопедия. (Совм. с Шептуновым И. М. 1962 г.)
- Вопросы новаторства в современной болгарской поэзии.(М. Изд. АН СССР. 1964 г. На болгарском языке София. 1969 г. ж. «Литературна мисъл» кн.6)
- Некоторые принципы психологического анализа в литературе 20 в. и вопросы метода и личности художника. (Кн. «Худ. метод и творческая индивидуальность писателя.» Сб. ст.) (Изд. Наука. 1964 г.)
- Болгарская литература конца 19 в. и начала 20 в. в кн. «История зарубежной литературы». (Изд. МГУ 1968 г.)
- Вопросы теории и методологии сравнительного изучения славянских литератур. (Кн. «Сравн. изуч. слав. лит-р» . М. изд. Искусство 1971 г.)
- Долг учёного, долг гражданина. (М. «Вопросы литературы», 1971 г.)

## Награды

### СССР
- Орден Трудового Красного Знамени (1973)
- Орден Дружбы Народов (1975)
- Орден «Знак Почёта» (1981)

Медали:
- За доблестный труд в Великой Отечественной войне 1941—1945 г. (1946)
- За доблестный труд в ознаменование 100-летия со дня рождения В. И. Ленина (1970)
- 30 лет победы в Великой Отечественной войне 1941—1945 г. (1977)
- Ветеран труда (1983)
- В память 1500-летия Киева (1983)
- 40 лет победы в Великой Отечественной войне 1941—1945 г. (1985)

### Болгария
- Орден Кирил и Методий 1 степени (1963)
- Димитровская премия, медаль лауреата (1972)
- Орден Народна Республика Болгария 1 степени (1987)
- Медали и памятные знаки Болгарии, Польши, Чехословакии

## Память
Из «Истории литератур восточной Европы после второй мировой войны» (М. 2001 г. т.2): 
Д. Ф. Марков "… пытался отвергнуть нормативность соц. реализма, подчёркивая, что это — «принципиально новое эстетическое образование, отнюдь не замкнутое в рамках одного или даже нескольких способов изображения, а представляющее собой исторически открытую систему правдивого изображения жизни»
 (т.2. стр. 194) Агапкина Т. П., Адельгейм И. Е., Цыбенко О. В., Шерлаимова С. А. Ст. «Литература стран вост. Европы в СССР» стр. 726
«Книга Д. Маркова „Генезис соц. реализма“ была переведена на словацкий язык в 1977 г. Трактовка соц. реализма как „непрерывно обновляющейся и обогащающейся, то есть исторически открытой системы форм художественного изображения действительности“ вошла затем в текст отчётного доклада Правления 4 съезду Союза словацких писателей.»
 Ю. В. Богданов. Ст. «Словацкая литература» стр.235-236.
«В Болгарии была поддержана концепция соц. реализма как исторически открытой эстетической системы, наиболее подробно разработанная сов. учёным Д. Ф. Марковым.»
 Ст. «Болгарская литература» стр. 10 Пономарёва Н. Н.
«В памяти большинства сотрудников института Дмитрий Фёдорович Марков остался достойным директором и — что особенно немаловажно — порядочным человеком.»
 Ю. В. Богданов. Сб. «Как это было». М.2007 г. РАН ИСБ.
Славянский АЛЬМАНАХ. 2013 г. Москва. Институт славяноведения РАН.
Издательство «Индрик», 2014 г. стр. 321.
Л. Н. Будагова . Ипостаси и варианты «самого прогрессивного
метода эпохи». К столетию со дня рождения Дмитрия Фёдоровича Маркова.
В статье рассмотрена родословная тех явлений в литературе разных народов, которые после Первого съезда советских писателей (1934) обрели название «социалистический реализм»; освещены его проявления и стадии; показано значение концепции соцреализма «как открытой эстетической системы», разработанной Д. Ф. Марковым.